# Ranjak
Ranjak (znanstveno ime Anthyllis) je rod iz poddružine Faboideae družine metuljnic (Fabaceae).
Nekatere vrste so:
- Pravi ranjak (Anthyllis vulneraria)
- Jacquinov ranjak (Anthyllis montana ssp. jacquinii)
- Weldenov ranjak (Anthyllis vulneraria ssp. weldeniana)
- Rdeči ranjak (Anthyllis x rubicunda)